# Jean-François de Surville
Pour les articles homonymes, voir Surville.
Jean-François-Marie de Surville, né à Port-Louis le 18 janvier 1717 et mort noyé le 8 avril 1770 à Chilca (en) au Pérou, est un explorateur et marin marchand français. Il est principalement connu pour son expédition dans l'océan Pacifique.
Il commence sa carrière dans la Compagnie française des Indes orientales puis rejoint la marine royale lors des guerre de Succession d'Autriche et guerre de Sept Ans. De retour aux affaires commerciales, il entreprend une expédition dans le Pacifique en quête de la Terre de Davis. Son voyage l'amène à explorer les Îles Salomon et le nord de la Nouvelle-Zélande.
Les objectifs commerciaux de l'expédition échouent et l'avarie du navire ainsi que l'état de santé de l'équipage souffrant du scorbut le poussent à rejoindre le Pérou sous contrôle espagnol. Jean-François meurt avant d'atteindre la rive. Son voyage permet d'améliorer les connaissances géographiques du Pacifique tout en démontrant l'absence de Terra Australis et de la Terre de Davis. Il est également le premier Européen à traverser la mer de Corail et croise de quelques jours la route empruntée par James Cook.

## Biographie

### Famille
Jean-François-Marie de Surville naît le 18 janvier 1717 à Port-Louis. Il est l'un des neuf enfants de Jean de Surville (vers 1679-1719), négociant armateur, receveur des fermes du roi à Port-Louis, conseiller secrétaire du roi et de Françoise Mariteau de Roscatay (1676-1747).
Il se marie le 24 septembre 1750 à Port-Louis avec Marie Jouhanneau (1725-1808) avec qui il a 2 enfants.

### Carrière navale
À dix ans, il entre au service de la Compagnie des Indes comme pilotin dans l'océan Indien et en mer de Chine, séjournant un temps à Pondichéry. Son frère aîné y travaille déjà et sa mère est la nièce d'un des directeurs de la compagnie. En 1740, il y atteint le grade de deuxième enseigne.
Lorsque la Guerre de Succession d'Autriche éclate, il rejoint la marine française et combat dans le conflit. Il navigue au sein du Hercule et devient prisonnier de guerre en 1745 lorsque son navire est capturé par la Royal Navy au large de Sumatra. Libéré en 1746, il sert au sein du Duc de Chartres, navire marchand active dans le commerce triangulaire. En 1747, il reçoit le commandement de la Bagatelle et une lettre de marque lui permettant de naviguer comme corsaire pour la France. Cependant, il est de nouveau capturé par la Royal Navy et redevient prisonnier de guerre.
De nouveau libéré en 1748, il retourne au service de la Compagnie française des Indes orientales comme lieutenant de vaisseau à bord d'un navire marchand. Il passe plusieurs années à effectuer des voyages commerciaux autour des ports français de l'Océan Indien et achète une ferme sur l'île de La Réunion. Durant ces voyages, il rencontre en 1753 Marc Joseph Marion du Fresne. Au moment de la guerre de Sept Ans il reprend du service dans la marine et navigue avec la flotte d'Anne Antoine d'Aché dans l'océan indien en tant que commandant. Ses qualités de marin et de commandant sont appréciées et lui permettent d'accéder au titre d'officier de l'escadre, un titre réservé aux officiers non aristocratiques. Il participe à la bataille de Gondelour et est blessé à la bataille de Pondichéry. Il est décoré de la Croix de Saint-Louis. Son retour en France est retardé par une avarie qui fait échouer son navire près du Cap.

### Fin de vie

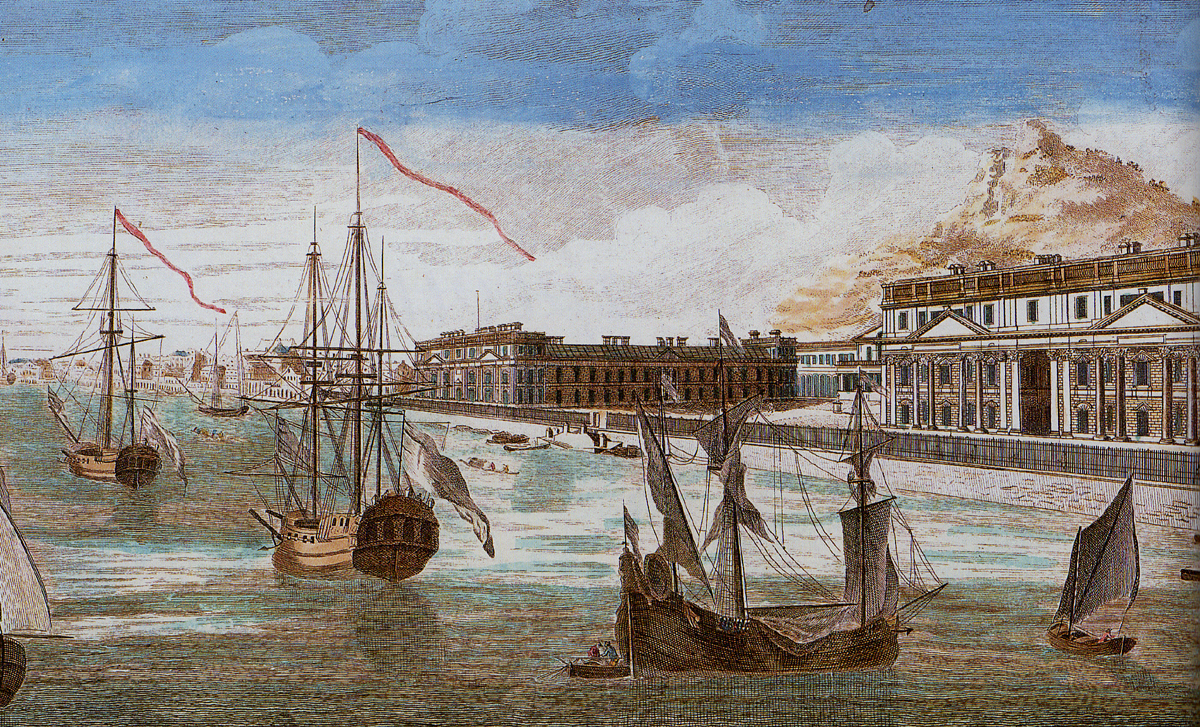
Vue de Pondichéry à la fin du XVIIIe siècle.

En 1765, il reprend du service pour la Compagnie française des Indes orientales et commande le Duc de Praslin afin d'amener le nouveau gouverneur de Pondichéry, Jean Law de Lauriston, en Inde. Il fonte une entreprise afin de poursuivre le commerce dans l'océan indien et reçoit l'approbation de la Compagnie pour ses projets commerciaux. Il supervise la construction du Saint Jean-Baptiste à Port-Louis, un grand navire marchand de 36 canons, qu'il emmène en Inde en juin 1767. Il effectue plusieurs missions commerciales et devient vice-gouverneur de Pondichéry.
Fin 1768, les difficultés financières de la Compagnie représentent une opportunité pour son entreprise. Il prévoit de mener une expédition commerciale aux Philippines. Cependant, les rumeurs provenant des rapports du HMS Dolphin évoquent des terres découvertes dans le Pacifique Sud par les Britanniques qui pourraient être les riches Terre de Davis. Les rapports portent en réalité sur Tahiti,. En conséquence, Jean-François modifie l'expédition et prévoit de traverser les latitiudes nord et sud du Pacifique à la recherche de la Terre de Davis. Afin de préserver le secret, il prévoit également de s'arrêter à Manille et à Batavia et rajoute Canton comme destination officielle,.
l redécouvre l'île Santa Isabel dans l'archipel des Îles Salomon le 7 octobre 1769 qu'il nomme Port-Praslin sans savoir que l'île est déjà découverte en 1568 par Alvaro de Mendaña. Ensuite, il navigue vers le sud dans des conditions difficiles à cause du scorbut. Il se situe en parallèle de la côte de la Nouvelle-Galles du Sud qu'il manque et change de cap vers l'Est malgré l'observations d'oiseaux par l'équipage,. Le 12 décembre 1769, il atteint la Nouvelle-Zélande et commerce avec les Maoris malgré des tensions avant de repartir le 1er janvier 1770 après avoir brûlé un village. Il navigue à l'Est pour rejoindre le Pérou et approche de la colonie espagnole de Chilca (en) le 7 avril 1730. Le lendemain, il embarque sur un petit canot afin de demander de l'aide auprès du vice-roi espagnol à Chilca, mais les mauvaises conditions météorologiques font chavirer celui-ci et Jean-François de Surville se noie.
L'équipage est emprisonné par les espagnols qui leur permettent de retourner en France deux ans plus tard. Le 20 août 1773, le navire arrive à Port-Louis. Seul 66 des 173 hommes survivent à l'expédition. La veuve de Jean-François de Surville reçoit une pension de Louis XV.

## Expédition dans le Pacifique

### Premières étapes

Voyage du Saint-Jean-Baptiste à travers l'Océan Pacifique en 1769-1770.

Après plus de deux mois de préparation, Jean-François de Surville quitte Chandernagor à bord du Saint Jean-Baptiste le 3 mars 1769, transportant comme cargaison un mélange de marchandises commerciales. Dans l'espoir de trouver la Terre de Davis, ces marchandises sont destinées aux marchands juifs qui y vivraient. Si le commerce est impossible, le voyage de retour de l'expédition repasserait par Manille pour assurer sa rentabilité. À bord se trouvent également plusieurs cartes et récits de voyages dans le Pacifique, notamment un compte rendu du voyage d'Abel Tasman en Nouvelle-Zélande en 1642. Après avoir visité les colonies françaises le long de la côte indienne pour récupérer des provisions, Jean-François de Surville fait son dernier arrêt à Pondichéry, où il ajouta quelques grenadiers à l'effectif de l'expédition. L'expédition, comptant désormais 172 hommes, part le 22 juin 1769.
Il navigue d'abord vers les îles Nicobar pour tenter de vérifier la présence d'une colonie danoise, mais rencontre des vents contraires au moment où les îles sont en vue. Plutôt que de perdre du temps à manœuvrer pour trouver une position plus favorable au vent, il se dirige vers Malacca, où il arriva le 29 juin 1769. L'accueil initialement chaleureux du gouverneur hollandais s'est rapidement refroidi lorsqu'un navire britannique prétend que les Français se dirigent vers les Indes orientales, où les Hollandais ont le monopole. Jean-François de Surville repart rapidement, naviguant vers Terengganu sur la péninsule malaise puis vers les îles du canal de Bashi, entre Taïwan et les Philippines, où il fait le plein de vivres. Plusieurs membres de son équipage désertent et il kidnappe certains des insulaires pour remplacer l'effectif perdu.

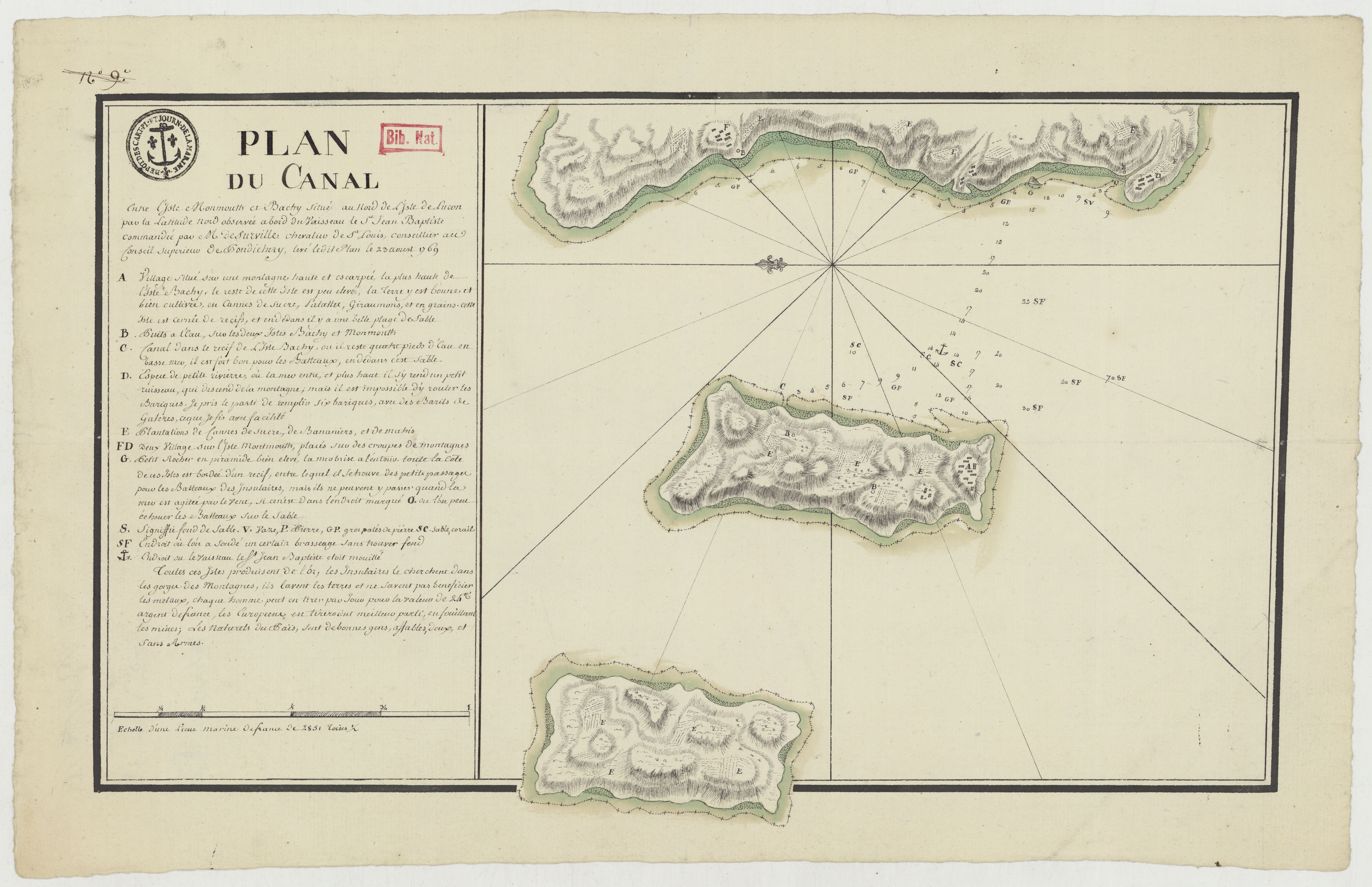
Plan du canal entre l'île Monmouth et Bashi dans les mémoires du voyage de Jean-François de Surville.

Contrairement au plan de navigation officiel, devant les amener à Canton, il change de cap et atteint le 7 octobre 1769 la côte de Santa Isabel qui n'avaient pas été aperçues par les Européens depuis leur découverte en 1568,. Pensant avoir découvert une île, il la nomme « Port Praslin ». À leur premier mouillage, l'accueil est hostile, cependant l'équipage souffre de scorbut et doit trouver des vivres fraiches. Un premier groupe est attaqué par les locaux, plusieurs français sont blessés dont un mortellement. En représailles, 35 insulaires sont tués,. L'expédition tente un autre mouillage mais fait de nouveau face à l'hostilité des insulaires, ce qui ne leur permet pas d'effectuer du commerce ou de se réapprovisionner. L'historique du passage des Espagnols expliquent peut-être cette hostilité.
Sur base des cartes d'Abel Tasman, il décide de naviguer vers le sud afin de rejoindre la Nouvelle-Zélande. Il traverse la mer de Corail, avant de tourner vers l'est à la latitude du nord de la Nouvelle-Zélande. Pendant une grande partie de son parcours vers le sud, il navigue en parallèle des côtes de l'Australie et, avant de tourner vers l'est, il est probable qu'il aurait atteint et découvert la Nouvelle-Galles du Sud. Plusieurs oiseaux sont aperçus et signalés par son équipage, mais il préfère suivre son cap à destination de la Nouvelle-Zélande,.

### Nouvelle Zélande

Détail du voyage du Saint-Jean-Baptiste autour du cap nord de la Nouvelle-Zélande.

Le 12 décembre 1769, il aperçoit la Nouvelle-Zélande près de Hokianga. La quantité de feux allumés le dissuade d'y accoster, craignant l'hostilité des habitants, et il se dirige vers North Cape,. Il le contourne et explore la zone que l'Endeavour de James Cook traverse un ou deux jours plus tôt. Jean-François de Surville et James Cook sont les premiers à naviguer dans ces eaux depuis le voyage d'Abel Tasman, 127 ans plus tôt.
En descendant la côte est, il atteint la Doubtless Bay (en). Plusieurs waka viennent à la rencontre du Saint-Jean-Baptiste et présentent des poissons que l'équipage échange contre des calicots. Les marins sont rassurés par cette volonté de commercer et Jean-François de Surville décide de jeter l'ancre au large de la plage de Tokerau, près de Whatuwhiwhi.
Le lendemain, Jean-François de Surville rencontre le chef qui leur montre une source d'eau et leur offre du cresson et du céleri. Ces aliments frais aident l'équipage à se remettre du scorbut. Jean-François de Surville offre au chef un manteau et une paire de bottes. Il reçoit une cape en peau de chien en échange.
Cependant, la différence culturelle provoque quelques incidents. Jean-François de Surville transgresse, sans le savoir, un tapu en plaçant une plume d'autruche sur la tête du chef, ce qui est contraire au tikanga. Mais ils jettent également dans la mer les cadavres des membres de l'équipage morts du scorbut, ce qui nuit à la pêche des maoris, si bien que le commerce d'aliments réduit fortement. À partir de cet instant, lui et son équipage notent des comportements étranges. Il pense par exemple que les femmes cherchent des faveurs sexuelles en leur montrant leur vulve, mais en réalité elles exécutent le whakapohane, un geste de provocation et d'hostilité.
Les tensions entre maoris et français atteignent leur paroxysme après le 27 et le 28 décembre 1769 lorsqu'une tempête menace le Saint-Jean-Baptiste. Le navire y perd ses deux ancres ainsi que le yawl remorqué à l'arrière. Cette situation met en péril les plans d'explorations de la zone. Cependant, le 31 décembre, après avoir partagé un repas la veille avec un chef local, Jean-François de Surville apprend que le yawl est repéré sur la plage de Tokerau, entouré de Maoris. Il envoie un groupe armé pour le récupéré et considère que les indigènes sont coupables de vol,. Selon la culture maorie, les objets échoués sur une plage appartiennent au chef de la région. Ainsi, lorsque Jean-François atteint la plage, le yawl est introuvable. Le chef local, Ranginui, lui tend une brindille de feuilles vertes, symbole de paix dans leur culture, mais le navigateur français n'interprètent pas cette situation positivement. Il ordonne de ligoter Ranginui, de mettre le feu au village, de détruire un canot rempli de filets de pêche et d'en confisquer un en compensation,,.

### Traversée du pacifique
Après avoir consulté ses officiers, en considération du mauvais état du navire et de l'état de santé de l'équipage, Jean-François de Surville refuse de naviguer vers Manille, comme le plan le prévoyait initialement, et décide de naviguer en direction de l'Amérique du Sud. Ce nouvel itinéraire bénéficie de vents favorables et présente la perspective lucrative de découvrir de nouvelles terres. Il espère toujours trouver les Terres de Davis. Toutefois, accoster dans les ports espagnols représente un risque d'emprisonnement.
Il quitte la Nouvelle-Zélande le 1er janvier 1770 et navigue le long des latitudes sud de 34° et 35°. L'expédition continue à subir des pertes dues au scorbut, le premier décès depuis le départ de Nouvelle-Zélande survenant le 19 février 1770. Peu de temps après, il change de cap vers 27° sud, la latitude à laquelle on croyait que se trouvait la Terre Davis, mais finit par renoncer au début du mois de mars devant les faibles réserves d'eau,. Le 24 mars, alors que le navire s'approche des îles Juan Fernández, le chef maori capturé, Ranginui, meurt du scorbut. Bien qu'initialement bouleversé par son enlèvement, il avait été bien traité et avait régulièrement dîné avec Surville.
Plutôt que de s'arrêter aux îles Juan Fernández pour s'approvisionner, Jean-François de Surville choisit de continuer jusqu'au Pérou. Le Saint Jean-Baptiste atteint la colonie de Chilca (en), sur la côte péruvienne, le 7 avril. Une tentative de débarquement est faite dans l'après-midi, mais les conditions maritimes sont trop dangereuses. Le lendemain, Jean-François de Surveille tente d'atteindre la côte avec trois membres de l'équipage depuis un petit bateau. Cependant, les mauvaises conditions le font chavirer et il se noie,. Son corps a été retrouvé par les habitants et enterré à Chilca.
Entre-temps, le Saint Jean-Baptiste est conduit au nord jusqu'au port de Callao, conformément aux instructions de Surville au cas où il ne revennait pas au navire. L'uniforme de Surville, la croix de Saint-Louis et une mèche de ses cheveux sont remis à Guillaume Labè, premier officier du navire. Les autorités espagnoles saisissent le Saint Jean-Baptiste et emprisonnent son équipage survivant pendant plus de deux ans avant de les autoriser à retourner en France. Le 20 août 1773, lorsque le navire arrive à Port-Louis, seulement 66 des 173 hommes à l'origine terminent l'expédition.

## Postérité

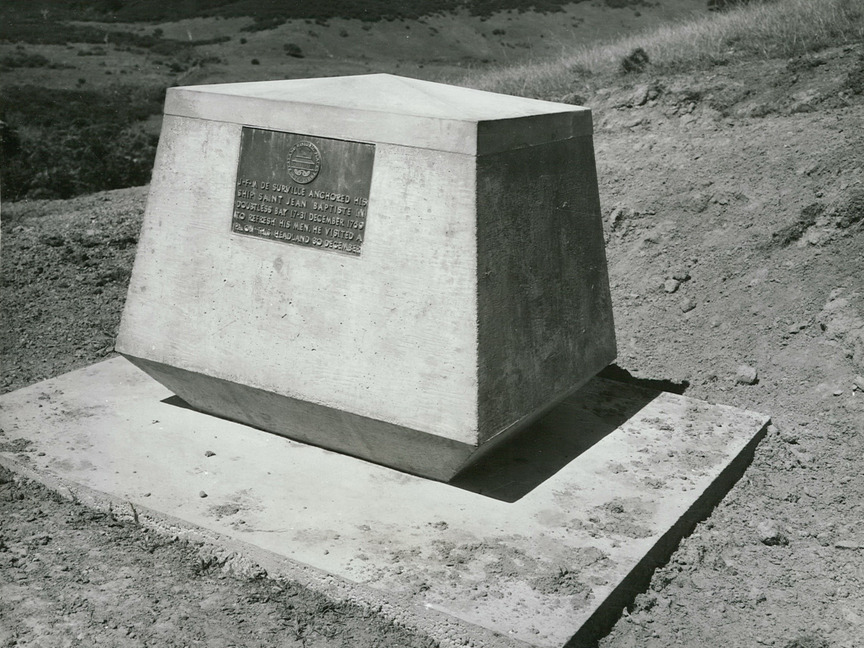
Plaque commémorative du débarquement du Saint-Jean-Baptiste à Doubtless Bay (Nouvelle-Zélande) en décembre 1769.

Bien que son expédition soit un échec commercial, elle permet aux géographes de l'époque de confirmer la taille des îles Salomon et de la Nouvelle-Calédonie, ainsi que la probable inexistence de la Terre Davis. Cela contribue également à démontrer l'absence de Terra Australis dans le Pacifique Sud et à améliorer les connaissances sur la Nouvelle-Zélande et ses habitants. Jean-François de Surville et ses hommes sont les premiers Européens à traverser la mer de Corail et à effectuer une traversée ouest-est de la zone tempérée du Pacifique Sud, une route importante pour les futurs explorateurs de la région.
Une rue de sa ville natale porte son nom. Il est commémoré en Nouvelle-Zélande à travers le nom des falaises de Surville, le point le plus septentrional de la Nouvelle-Zélande continentale. Cap Surville était le nom original de ce qui est aujourd'hui connu sous le nom de North Cape. Une plaque commémorant la visite de Surville dans la région 200 ans plus tôt est posée à Whatuwhiwhi en 1969. Deux des ancres du Saint Jean-Baptiste perdues à Doubtless Bay sont découvertes en 1974 et sont exposées respectivement au Far North Regional Museum à Kaitaia et au Museum of New Zealand Te Papa Tongarewa à Wellington.